# 金颈蝠属
金颈蝠属（学名：Thainycteris），哺乳纲翼手目蝙蝠科的一属，主要分布于东南亚和中国南方等地区。
曾有学者将本属视为金背伏翼属（Arielulus）的同物异名。之后有学者根据系统发育研究及形态特征差异认为本属为有效属，属下包括黄颈蝠（Thainycteris torquatus）和环颈蝠（Thainycteris aureocollaris）2种。